# مو لام
مو لام (بالتايلندية: หมอลำ) هو نوع من الموسيقى البوب القديمة في تايلاند ولاوس. 

## معرض الصور

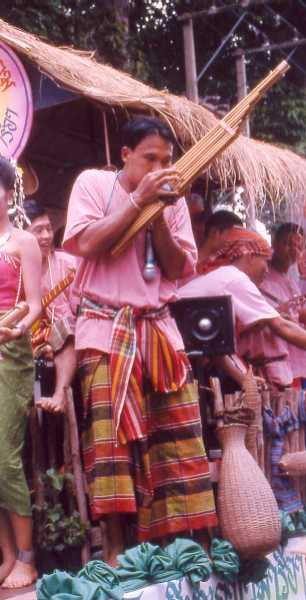
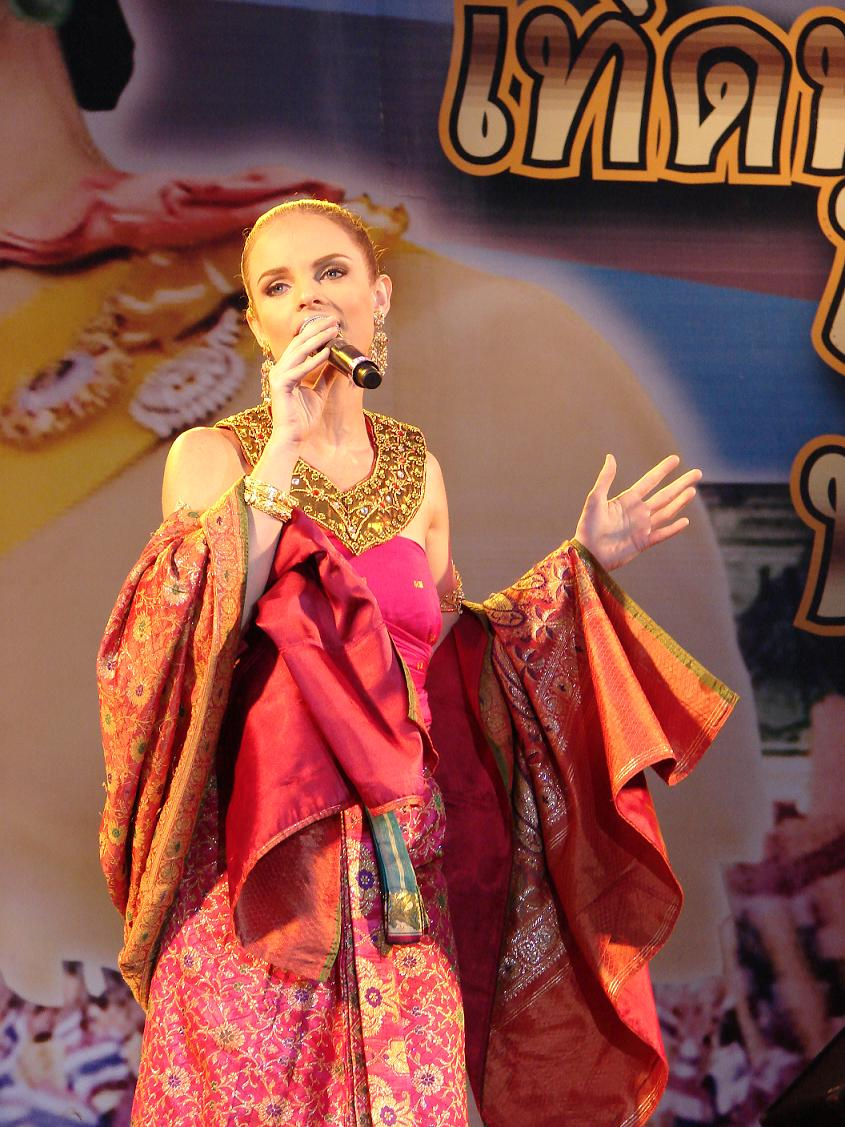
كريستي جيبسون
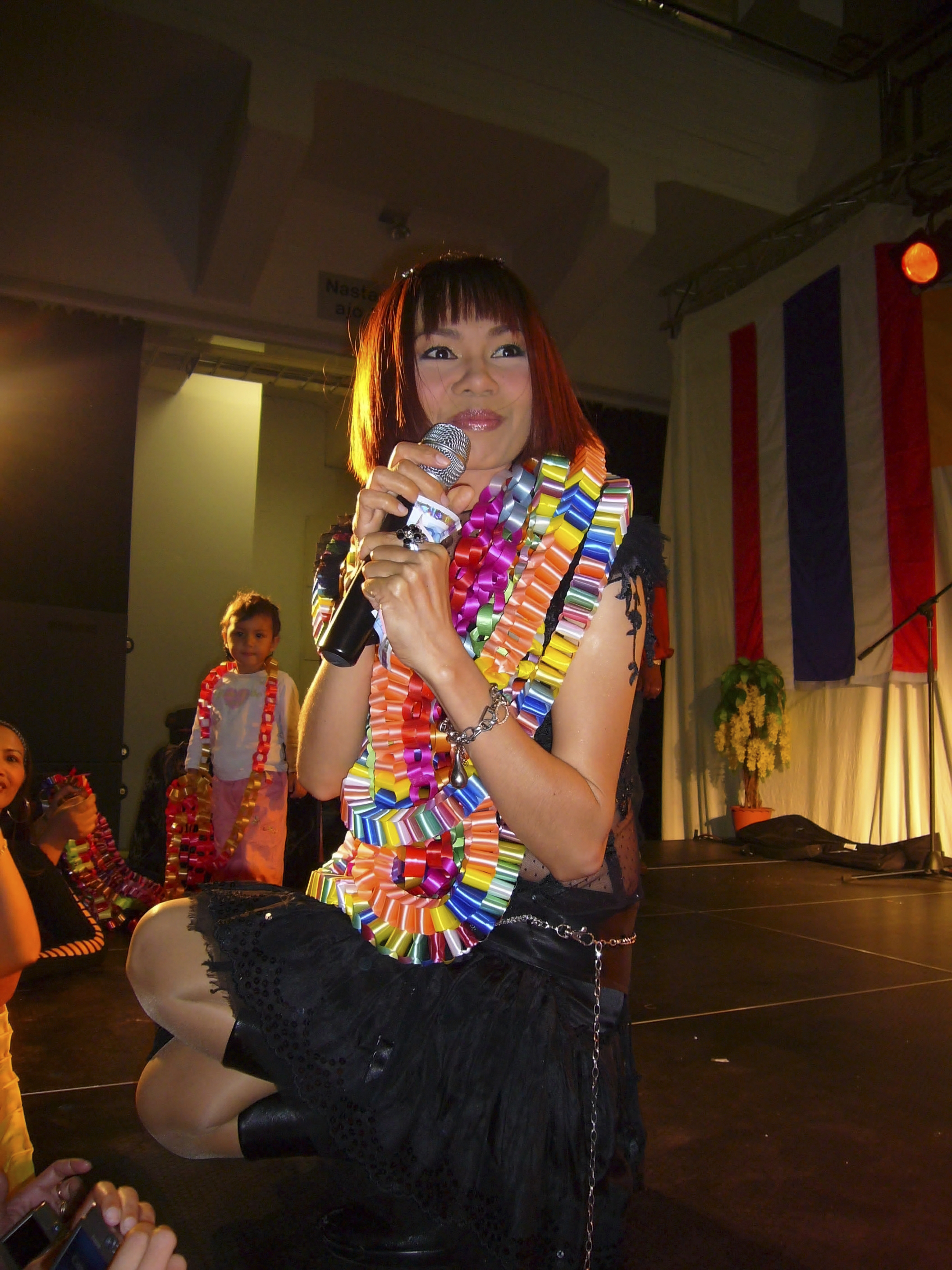
جنثى غلإنلغ
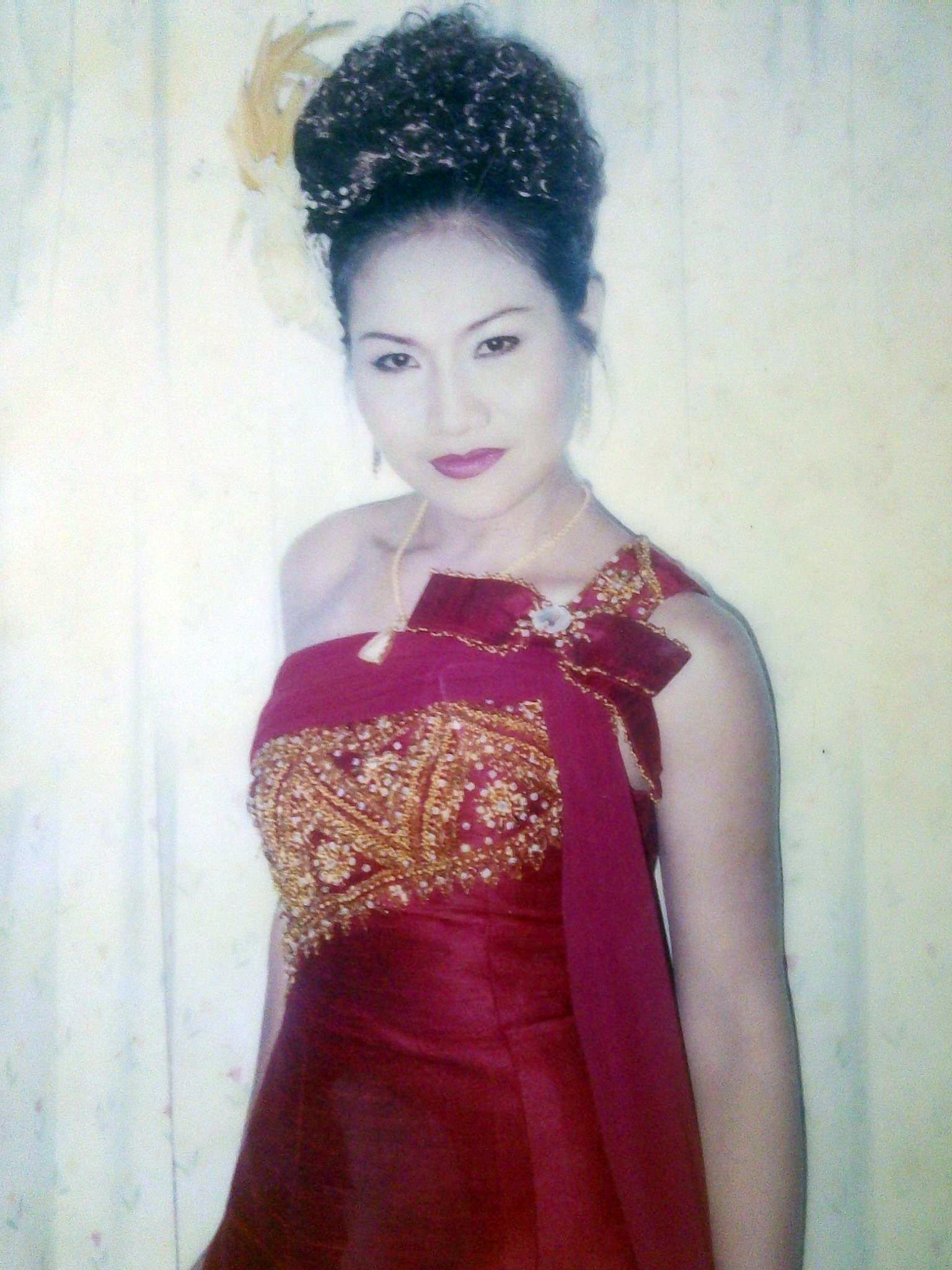
سينكارون ثونيو